# زرشک پرتیغ
زرشک پرتیغ (نام علمی: Berberis empetrifolia) نام یک گونه از سرده زرشک است.